# Misty May-Treanor
Misty May-Treanor (ur. 30 lipca 1977) – amerykańska siatkarka plażowa. Trzykrotna złota medalistka olimpijska.
Karierę zaczynała od siatkówki halowej, jednak tuż po ukończeniu studiów zaczęła profesjonalnie grać na plaży. Brała udział w IO 2000 (razem z Holly McPeak). W 2001 z Kerri Walsh stworzyła jeden z najbardziej utytułowanych duetów w historii tej dyscypliny. W 2004 zwyciężyły w igrzyskach w Atenach, cztery lata później obroniły tytuł. Trzy razy zwyciężały na mistrzostwach świata (2003, 2005, 2007). Brała udział w VII edycji Tańca z gwiazdami, tańczyła z Maksymem Czmerkowśkym. Zrezygnowała z dalszego udziału w programie, zajmując 10 miejsce.

## Filmografia
- (2007) Czarodzieje z Waverly Place jako ona sama